# Virginia Madsen
Virginia Madsen (Chicago, 11 september 1961) is een Amerikaanse actrice. Ze werd bekend in de jaren 80, toen zij in verschillende films verscheen die gericht waren op een tienerpubliek. Enkele decennia later werd ze opnieuw bekend met de met een Academy Award en een Golden Globe genomineerde rol in de film Sideways uit 2004.

## Biografie
Madsen is de dochter van Elaine Madsen-Melson, een met een Emmy bekroonde dichteres, producent en toneelschrijfster die vaak werkt voor PBS, en Calvin Madsen, een brandweerman. Haar broer Michael werd ook een bekende acteur.  Madsens grootouders waren Denen en haar moeder is van Ierse en Indiaanse afkomst. Madsen is afgestudeerd aan de New Trier High School in Winnetka, Illinois.
Toen Madsen in Hollywood arriveerde was ze verloofd met de acteur Billy Campbell. Ze trouwde met acteur Danny Huston in 1989 en is van hem gescheiden in 1992. Madsen had ook in 1994 een relatie met acteur Antonio Sabàto jr., met wie ze een zoon Jack heeft.
Madsen werd populair bij het publiek in 1986 met haar portret van een katholiek schoolmeisje dat verliefd wordt op een jongen uit een gevangeniskamp in Duncan Gibbons' Fire with Fire. Als schoonheidskoningin Dixie Lee Boxx was ze de sexy liefde van de minderjarige-league-baseballmanager Cecil Stud Cantrell (William Petersen) in 1987. Madsen speelde de hoofdrol in de horrorfilm Candyman uit 1992.
Madsen had meer dan twintig jaar in kleine films gespeeld vóór haar doorbraak met Sideways in 2004. Haar eerste grote rol na Sideways was tegenover Harrison Ford in Firewall. Ze verscheen in Robert Altmans productie A Prairie Home Companion, in de belangrijke rol van engel. Ze acteerde met Jim Carrey in The Number 23 en met Billy Bob Thornton in The Astronaut Farmer, beide films uit 2007, ook speelde ze samen met Rutger Hauer de hoofdrol in Lying in Wait, uit 2000.

## Filmografie
- Class (1983)
- Electric Dreams (1984)
- Dune (1984)
- Creator (1985)
- Fire with Fire (1986)
- Modern Girls (1986)
- Slam Dance (1987)
- Zombie High (1987)
- Long Gone (1987)
- Gotham (1988)
- Mr. North (1988)
- Hot to Trot (1988)
- Heart of Dixie (1989)
- The Hot Spot (1990)
- Highlander II: The Quickening (1991)
- Victim of Love (film)
- Becoming Colette (1991)
- Ironclads (1991)
- A Murderous Affair: The Carolyn Warmus Story (1992)
- Candyman (1992)
- Caroline at Midnight (1994)
- Blue Tiger (1994)
- The Prophecy (1995)
- Just Your Luck (1996)
- Ghosts of Mississippi (1996)
- The Rainmaker (1997)
- Ballad of the Nightingale (1998)
- The Apocalypse watch (1998)
- Ambushed (1998)
- The Florentine (1999)
- The Haunting (1999)
- Lying in Wait (2000)
- Children of Fortune (2000)
- After Sex (2000)
- Crossfire Trail (2001)
- Full Disclosure (2001)
- Almost Salinas (2001)
- Just Ask my Children (2001)
- American Gun (2002)
- Artworks (2003)
- Nobody Knows Anything! (2003)
- Tempted (2003)
- Sideways (2004)
- Stuart Little 3: Call of the Wild (2005)
- Firewall (2006)
- A Prairie Home Companion (2006)
- The Astronaut Farmer (2007)
- Cutlass (2007)
- Ripple Effect (2007)
- The Number 23 (2007)
- Being Michael Madsen (2007)
- Diminished Capacity (2008)
- The Haunting in Connecticut (2009)
- Amelia (2009)
- Red Riding Hood (2011)
- The Magic of Belle Isle  (2012)
- Joy (2015)
- Designated Survivor (2016)
- Better Watch Out (2016)
- Prey for the devil (2022)

- Bibsys: 98012844
- Biblioteca Nacional de España: XX1123213
- Bibliothèque nationale de France: cb13986948q (data)
- Catàleg d'autoritats de noms i títols de Catalunya: 981058509216806706
- CiNii: DA15314567
- Gemeinsame Normdatei: 143544101
- International Standard Name Identifier: 0000 0001 1680 9494
- Library of Congress Control Number: no2001073796
- MusicBrainz: 8066a19a-8f35-468d-9864-ecbbbab82231
- Nationale Bibliotheek van Tsjechië: pna2006334385
- Nationale bibliotheek van Australië: 40451591
- Nationale Bibliotheek van Israël: 987007442611305171
- Nationale Bibliotheek van Polen: a0000002119349
- Nederlandse Thesaurus van Auteursnamen: 134767144
- SNAC: w6hc23sk
- Système universitaire de documentation: 076463281
- Virtual International Authority File: 85097993
- WorldCat: E39PBJqfH3yjcqBbJywgk4V3cP